# Ichthydium stokesi
Ichthydium stokesi är en djurart som tillhör fylumet bukhårsdjur, och som beskrevs av Luis E. Grosso 1973. Ichthydium stokesi ingår i släktet Ichthydium och familjen Chaetonotidae. Inga underarter finns listade i Catalogue of Life.